# La Bibliothécaire
 (mai 2017).
Si vous disposez d'ouvrages ou d'articles de référence ou si vous connaissez des sites web de qualité traitant du thème abordé ici, merci de compléter l'article en donnant les références utiles à sa vérifiabilité et en les liant à la section « Notes et références ».
 (novembre 2022).
La Bibliothécaire est un roman littérature jeunesse de fantasy dont l'auteur est connu sous le pseudonyme Gudule et qui est paru en 1995. Ce livre est disponible au Livre de Poche Jeunesse ou en livre audio. Il s'agit d'un roman d'amitié et d'aventure qui s'appuie sur l'amour de la littérature.

## Résumé
Guillaume est un jeune collégien rêveur. Un jour il s'endort pendant un cours. À son réveil, il est invité par son professeur de français, M. Pennac, à parler de son rêve, Guillaume raconte alors une étrange histoire à propos d'une vieille voisine qu'il regarderait écrire tous les soirs. Lorsque celle-ci éteint la lumière, on voit une jeune fille sortir en courant de la maison. Doudou, le meilleur ami du jeune garçon, lui demande de raconter la suite du rêve. Guillaume lui révèle alors qu'il ne s'agit pas d'un rêve mais de la réalité et que tous les soirs il reste éveillé pour voir de curieux manège. Guillaume est fasciné par ce mystère.
Le soir suivant, Guillaume prend son courage à deux mains et décide de suivre la jeune fille pour lui parler. À sa suite, il pénètre dans la bibliothèque où il manque d'être découvert par le gardien de nuit, alerté par le bruit. La jeune fille lui sauve la mise in extremis. Après avoir fait connaissance, Ida révèle à Guillaume qu'elle n'est autre que sa vieille voisine, en tout cas une version plus jeune d'elle-même. Elle explique que la vieille dame est en train d'écrire ses mémoires afin de réaliser enfin son rêve : devenir romancière. Or, toute sa vie Ida a travaillé en tant que bibliothécaire mais n'a jamais pu mettre la main sur « le grimoire », livre nécessaire pour devenir écrivain et qui est certainement caché dans la bibliothèque. Guillaume promet alors de trouver ce grimoire.
La nuit suivante, Ida ne se montre pas. Guillaume apprend que la vieille dame est décédée. Très affecté, Guillaume espère ressusciter sa jeune alter ego en lisant le manuscrit. En effet, il pense que les personnages d'une histoire survivent à leur auteur dans l'imaginaire du lecteur. Il s'introduit donc par effraction chez la vieille dame et récupère ses mémoires, mais rien ne se passe.
Guillaume raconte toute l'histoire à Doudou. Ce dernier lui conseille d'écrire lui-même sa rencontre avec Ida pour répéter le processus qu'elle utilisait. Guillaume se met au travail mais a du mal à écrire correctement. Ainsi, ce n'est pas Ida qui apparaît mais Idda, version différente de l'Ida d'origine. Doudou essaie à son tour, sans succès, malgré son talent d'écriture plus évident. Il parvient seulement à faire émerger Adi, conception d'Ida qui lui est personnelle.
Ils en concluent que le seul moyen de faire apparaître Ida est de retrouver le grimoire et que Guillaume devienne écrivain. Tous les quatre partent alors à la bibliothèque chercher le grimoire. Ils s'introduisent dans Alice au pays des merveilles, de Lewis Caroll, où ils rencontrent l'héroïne. Elle leur conseille de remonter l'histoire jusqu'au livre que lit sa sœur au début du récit. Ils s'exécutent mais ne s'arrêtent pas à temps. Ils perdent Idda et tombent nez à nez avec Poil de carotte. Doudou sait que dans cette histoire il n'y a aucun grimoire, ils décident donc de retourner à la bibliothèque. Poil de carotte les suit. Doudou propose de passer par un ouvrage d'Arthur Rimbaud. Dans l'un des poèmes, celui-ci se fait retirer ses poux par ses sœurs. Rimbaud sympathise avec Poil de carotte et le garde avec lui, les autres repartent. Rimbaud leur laisse cependant un indice : la lettre E.
De retour à la bibliothèque, les trois amis bousculent des rayons ; les garçons se cachent dans un livre du rayon H. Adi part à la recherche d'Idda. Guillaume et Doudou sont dans Les Misérables de Victor Hugo. Ils se lient d'amitié avec Gavroche, qui meurt héroïquement sous leurs yeux.
Guillaume est très touché par cette mort. Il se rappelle un livre qu'il avait lu plus jeune : le voilà dans Le Petit Prince de Saint-Exupéry.Le Petit Prince est ému par la peine de Guillaume et lui explique que dans les histoires il y a toujours possibilité de revenir en arrière. Tous deux partent questionner le Renard à propos du grimoire. Celui-ci répond que « l'essentiel est invisible pour les yeux ». Guillaume saute dans un puit où il voit l'image d'Ida.
Guillaume revient au Pays des merveilles et retrouve ses amis. Ils mettent en commun leurs informations : Guillaume répète la phrase du Renard, Doudou émet l'hypothèse que la lettre E est associée à la couleur blanche, Rimbaud les rapprochant dans l'un de ses poèmes. Et enfin Idda leur apprend qu'elle a pu voir le livre de la sœur d'Alice et qu'il n'a ni illustrations ni dialogues.
Avec toutes ces informations réunies, Idda pense savoir ce qu'est ce mystérieux grimoire. Elle reconduit ses amis à la bibliothèque et leur montre un cahier vierge. La chose à laquelle tout écrivain est, un jour, confronté.
Guillaume décide de s'améliorer en français et se met à lire. Son professeur est grandement surpris. Guillaume se sent prêt et invite Doudou et Adi pour écrire sa rencontre avec Ida. Il s'applique et retrouve la jeune fille.

## Personnages
- Guillaume : personnage principal, en classe de cinquième.
- Doudou : meilleur ami de Guillaume, il aime les mots et leurs rythmes.
- Ida, la bibliothécaire : la vielle dame mystérieuse écrivant devant sa fenêtre.
- Ida, l'adolescente d'une quinzaine d'années : qui part en courant tous les soirs.
- M. Pennac : professeur de français de Guillaume.
- Poil de carotte : rencontre de Guillaume dans son voyage.
- Père de Poil de carotte : écrivain.
- Mme Lepic : mère de Poil de carotte, femme méchante, cruelle et sans cœur.
- Arthur Rimbaud : rencontre de Guillaume dans son voyage.
- Isabelle : sœur d'Arthur Rimbaud.
- Vidalie : sœur d'Arthur Rimbaud.
- Alice : rencontre de Guillaume pendant son voyage.
- La Reine de Cœur : reine méchante et violente du monde où vit Alice.
- Parents de Guillaume.
- Ernestine : sœur de Poil de carotte (très violente).
- Ida : alter ego créé par l'écriture de la bibliothécaire.
- Idda : alter ego créé par l'écriture (très mauvaise) de Guillaume.
- Adi : alter ego créé par l'écriture de Doudou.
- Le Renard : ami du Petit Prince.
- Gavroche : ami de Guillaume, mort fusillé.